# Simon Diédhiou
Pour les articles homonymes, voir Dhiédhiou.
Simon Diédhiou est un footballeur sénégalais, né le 10 juillet 1991 à Dakar au Sénégal. Il évolue actuellement à Oud-Heverlee Louvain comme attaquant.

## Carrière

### Royal Mouscron Péruwelz
En juin 2016, Simon Diédhiou est prêté par La Gantoise au Royal Excel Mouscron pour une saison.

## Palmarès
- Champion du Sénégal en 2013 avec le Diambars FC